# Ceratoxanthis rakosyella
Ceratoxanthis rakosyella is een vlinder uit de familie bladrollers (Tortricidae). De wetenschappelijke naam is voor het eerst geldig gepubliceerd in 2000 door Wieser & Huemer.
De soort komt voor in Europa.